# Bertha György
Felsőőri Bertha György (Szombathely, 1841. április 15. – Rábahídvég, 1905. április 7.) magyar országgyűlési képviselő, szolgabíró, földbirtokos, Ferenc József-rendi lovagkereszt-kitüntetett, a Bertha György Művelődési Ház névadója.

## Élete
A felsőőri Bertha család leszármazottjaként született: apja Bertha Antal Vas vármegye főjegyzője, anyja Bezerédj Ludovika (1810-1872). Apai nagyszülei Bertha Ignác és lovászi és szentmargitai Sümeghy Judit Marianna (1792–1880). Anyai nagyszülei bezerédi Bezerédj György és mezőszegedi Szegedy Antónia (1782–1842) voltak.
Apjához hasonlóan ő is a közigazgatási, politikai pályát választotta: iskoláit Szombathelyen és Budapesten végezte, ahol 1867-ben jogtudományból doktorált. 1867-68-ban az évben a a pornói járás szolgabírája volt. Az 1870-es években egy rövid ciklusra a kőszegi kerületet képviselte az országgyűlésen, majd a Vas vármegyei életben munkálkodott, ahol tudásával és makulátlan jellemével általános nagyrabecsülést szerzett. 1870. december 22-én megszületett Rábahídvégen első gyermeke, Bertha Aladár, majd három évvel rá, 1873 márciusában megszületett második gyermeke is, Bertha András, aki viszont ez év júliusában elhunyt. Az 1875–1878-as ciklus végén közel három hónapig a Szabadelvű Párti országgyűlési képviselője volt, majd később elkezdett a gazdálkodás után érdeklődni, részt vett az Országos Gazdasági Egyesület munkájában, aminek a megalapítója és az 1880-as években az igazgatója is volt. Rábahídvég lakóinak oktatója, vezetője, segítője, atyja volt, szerette a földet, az embereket, részt vett a községi élet minden vonatkozásában. 1885 novemberében Ferenc József-rend lovagkeresztje kitüntetést kapott. Az 1890-es években megalapította az önkéntes tűzoltóegyletet, majd tejszövetkezetet szervezett Rábahídvégen. 1891-ben rábahídvégi birtokának terményeit (pl. almát, gabonát) kiállításokon és versenyeken mutatta be, valamint cukorrépa, félvér vasmegyei tájfaj szarvasmarha- és yorkshire-i sertéstenyésztés is foglalkozott. 1895. január 16-án tüdővészben elhunyt első gyermeke, Bertha Aladár Rábahídvégen, ami nagyon megviselte: ettől kezdve visszavonult a közéleti szerepléstől és feleségével, Farkas Gizellával (1838-1912) csendes magányban élt élete végéig. Vagyonának jelentős részét a község javára fordította: iskolát, kultúrházat, ispitát építtetett a falu számára, melyek közül az ispita már nincs meg, lebontották. 1896-ban Soós János plébános az évezred fordulójának emlékére a község templomának kültéri, nyugati falához egy kőbarlangot készíttetett, amibe egy Kölnben készült, terracotta lourdes-i Szűz Mária szobrot helyezett el. Ennek egy anyagi részét (barlang, körülötte lévő rács, kerítés kialakítása) Bertha György fedezte, noha a templomnak volt rá 7000 forint tartaléka.
1905. április 7-én, Rábahídvégen hunyt el tuberkulózisban. Temetése szintén itt történt, a község régi temetőjében a Bertha család rábahídvégi ágának temetkezési helye ma is megtalálható, a község gondozza. Lakhelye a település – később róla elnevezett – egyik főutcáján található Bertha-kastély volt, amit a felmenőitől örökölt meg.
Azon reményben, hogy szeretteim s mind azoknak, akikhez az életben közeli viszonyban állottam emlékében, szeretetük őszinte viszonzása és kötelességük teljesítése által, mit mindenben legfőbb életfeladatomnak tekintettem, olyan helyet biztosítottam magamnak, hogy egyhamar feledni nem fognak, kívánom miszerint nyughelyem csak egyszerű fakereszttel jelöltessék.
1899-ben kelt végrendeletében vagyona felét jótékony és kulturális célra Rábahídvégre hagyta: kétszázezer koronát adományozott jótékonyságra (kertésziskola, kisdedóvó, népkonyha), melynek egy részét a szegény és tehetséges gyermekek tanulásának támogatására fordítottak, továbbá kétszáz hold földdel hozzájárult az ispita fenntartásáért. Lakhelyét, a Bertha-kastélyt és a később alapítványi célra fordított 308 kataszteri holdnyi ingatlanát keresztlányára, a Seebach családból származó Seebach Matild bárónőre (1875–1964) hagyta. Elrendelte, hogy a település ezeknek az ingatlanoknak a jövedelméből több intézményt is állítson és tartson fenn, ám szándékai ellenére ezek csak később valósulhattak meg és az 1930. október 19-én átadott Bertha György Művelődési Házban kaptak helyet.
2005. július 16-án bronz mellszobrot avattak fel róla, amit Farkas Ferenc készített a település déli részén, a Bertha György utca elején lévő, 2000-ben létrehozott díszparkban. Borsits Zoltán polgármester ünnepi beszéde után dr. Wessely István és Orbán Lajos, a Bertha György Közalapítvány kuratóriumi elnöke leplezte le az alkotást.

## Családja
1867. október 29-én feleségül vette Rábahídvégen farkasfalvi Farkas Gizellát (Sárosd, 1838. április 14. – Rábahídvég, 1912. június 8.), akinek a szülei gróf farkasfalvi Farkas Ágoston ügyvéd és Pap Johanna voltak. Házasságukból két fiúgyermek született, Aladár (Rábahídvég, 1870 – Rábahídvég, 1895) és András (Rábahídvég, 1873 – Rábahídvég, 1873), ám unoka nélkül maradt.
- Bertha Márton
  - Bertha Márton
    - Bertha István (Felsőőr, 1650 – Völcsej, 1720) – Czupi Zsuzsanna
      - Bertha György (Völcsej, 1692 – Rábahídvég, ?) – kisbarnaki Farkas Katalin
        - Bertha Imre (Rábahídvég, 1723 – Rábahídvég, 1769) – Szily Katalin (1730 – Rábahídvég, 1767)
          - Bertha Márton (Rábahídvég, 1755 – Rábahídvég, 1786) – Lancsics Klára (Egyházasszecsőd, 1756 – Rábahídvég, 1824)
            - Bertha Ignác (Rábahídvég, 1780 – Rábahídvég, 1847) vasi alispán – lovászi és szentmargithai Sümeghy Judit (Söjtör, 1792 – Tömörd, 1880)
              - Bertha Antal (Rábahídvég, 1808 – Rábahídvég, 1874) vasi főjegyző – Bezerédy Anna Mária Ludovika (Veszprém, 1810 – Rábahídvég, 1872)
                - Bertha Amália (Szombathely, 1839 – Uraiújfalu, 1928) – Okolicsányi Dénes (Rum, 1836 – Uraiújfalu, 1926) vasi törvényhatósági bizottsági tag
                - Bertha György (Rábahídvég, 1841 – Rábahídvég, 1905) szolgabíró – farkasfalvi Farkas Gizella (Sárosd, 1838 – Rábahídvég, 1912)

              - Bertha Mária (Rábahídvég, 1810 – Gór, 1890) – guári és felsőszelestei Guáry Károly (1802–1864) táblabíró, birtokos
              - Bertha Sándor (Rábahídvég, 1812 – Bécs, 1832) királyi testőr
              - Bertha Julianna (Rábahídvég, 1817 – Táplánszentkereszt, 1873) – dukai és szentgyörgyvölgyi Széll József (Bucsu, 1801 – Szombathely, 1871) vasi főispán
                - dukai és szentgyörgyvölgyi Széll Kálmán (Gasztony, 1843 – Rátót, 1915) miniszterelnök

              - Bertha Mária (Rábahídvég, 1820 – Tömörd, 1893) – chernelházi Chernel Ferdinánd (1815–1891) alispán, táblabíró

## Galéria

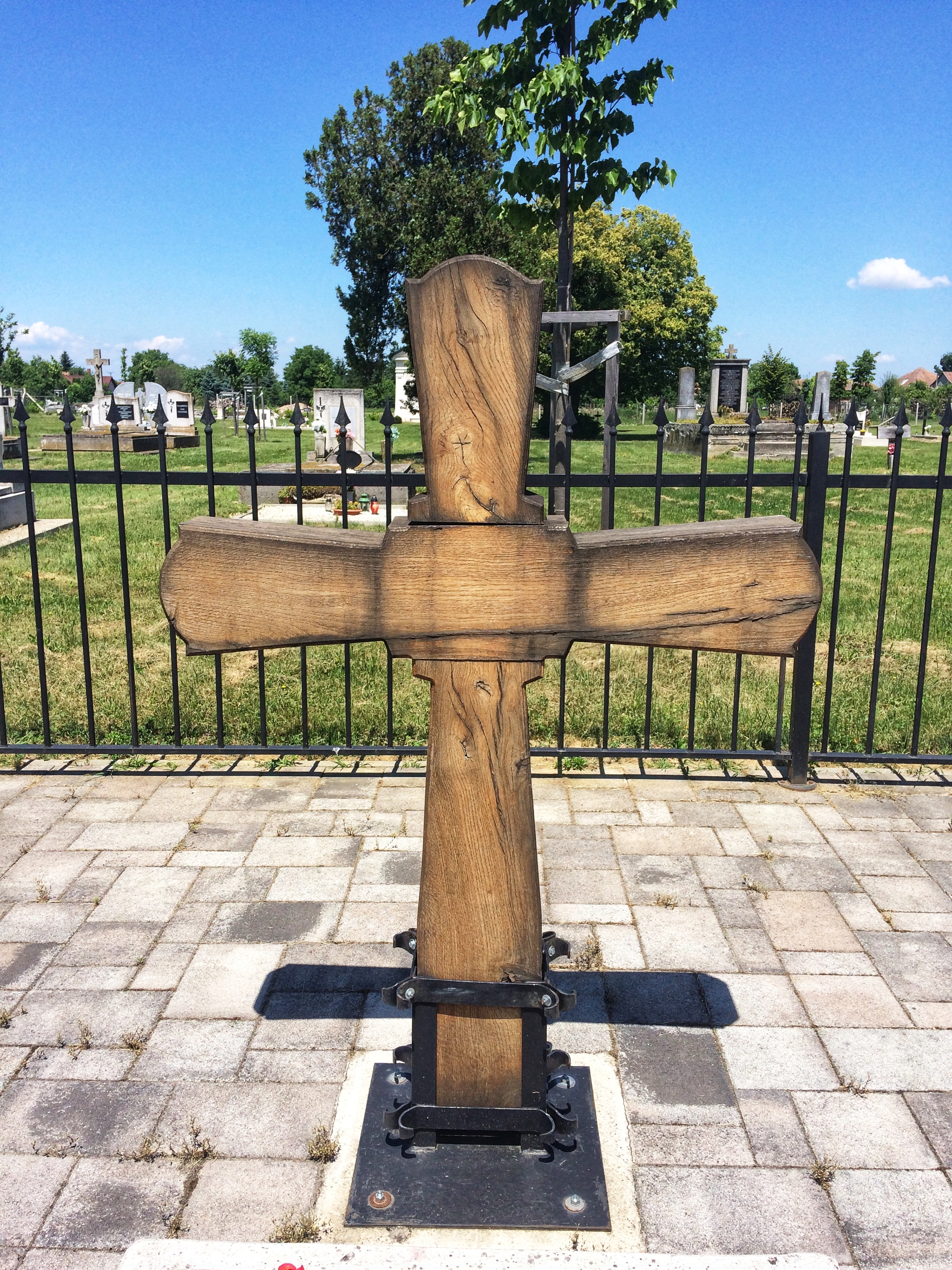
Sírhelye a rábahídvégi temetőben
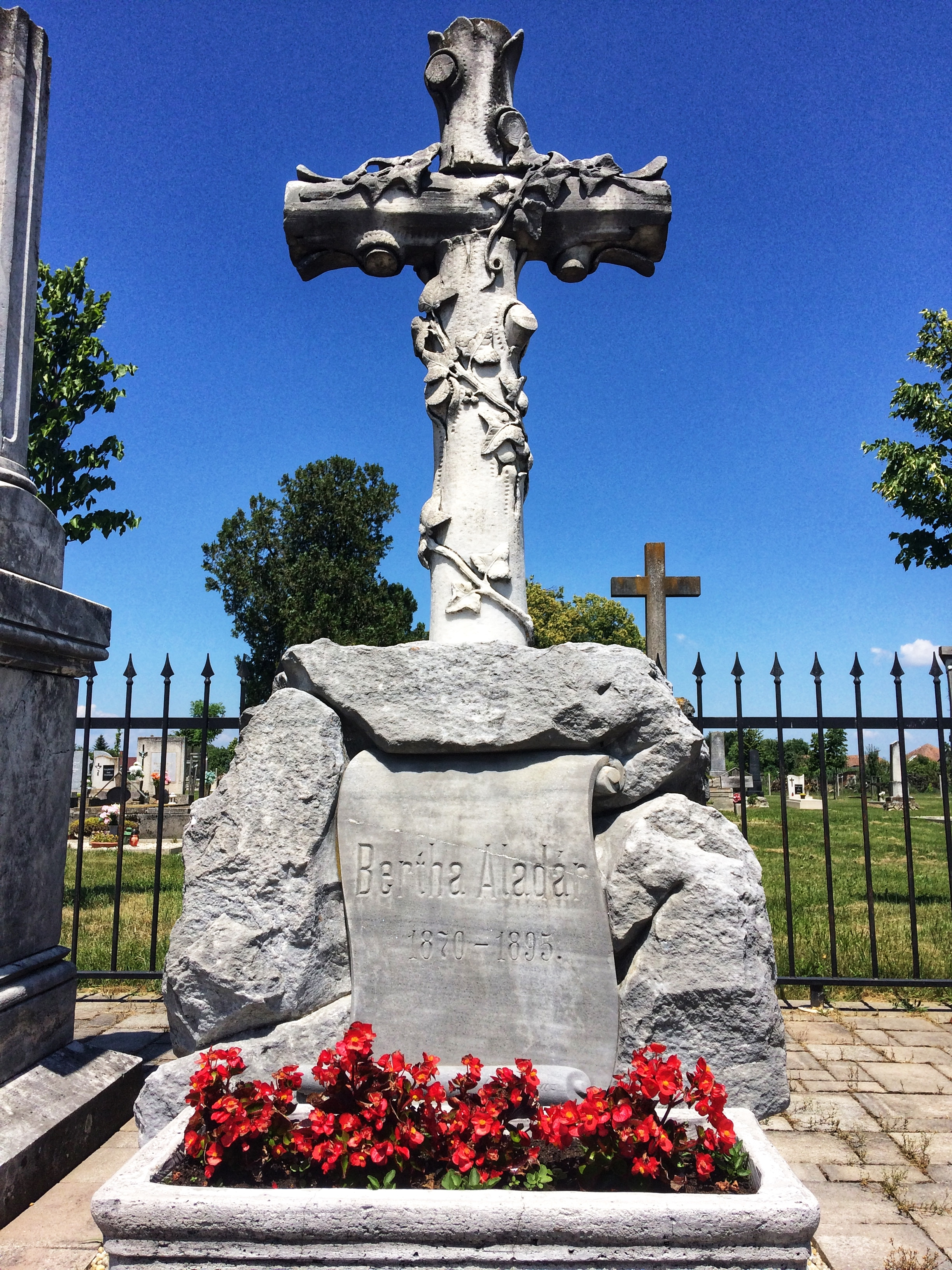
Fia, Bertha Aladár (1870–1895) sírhelye
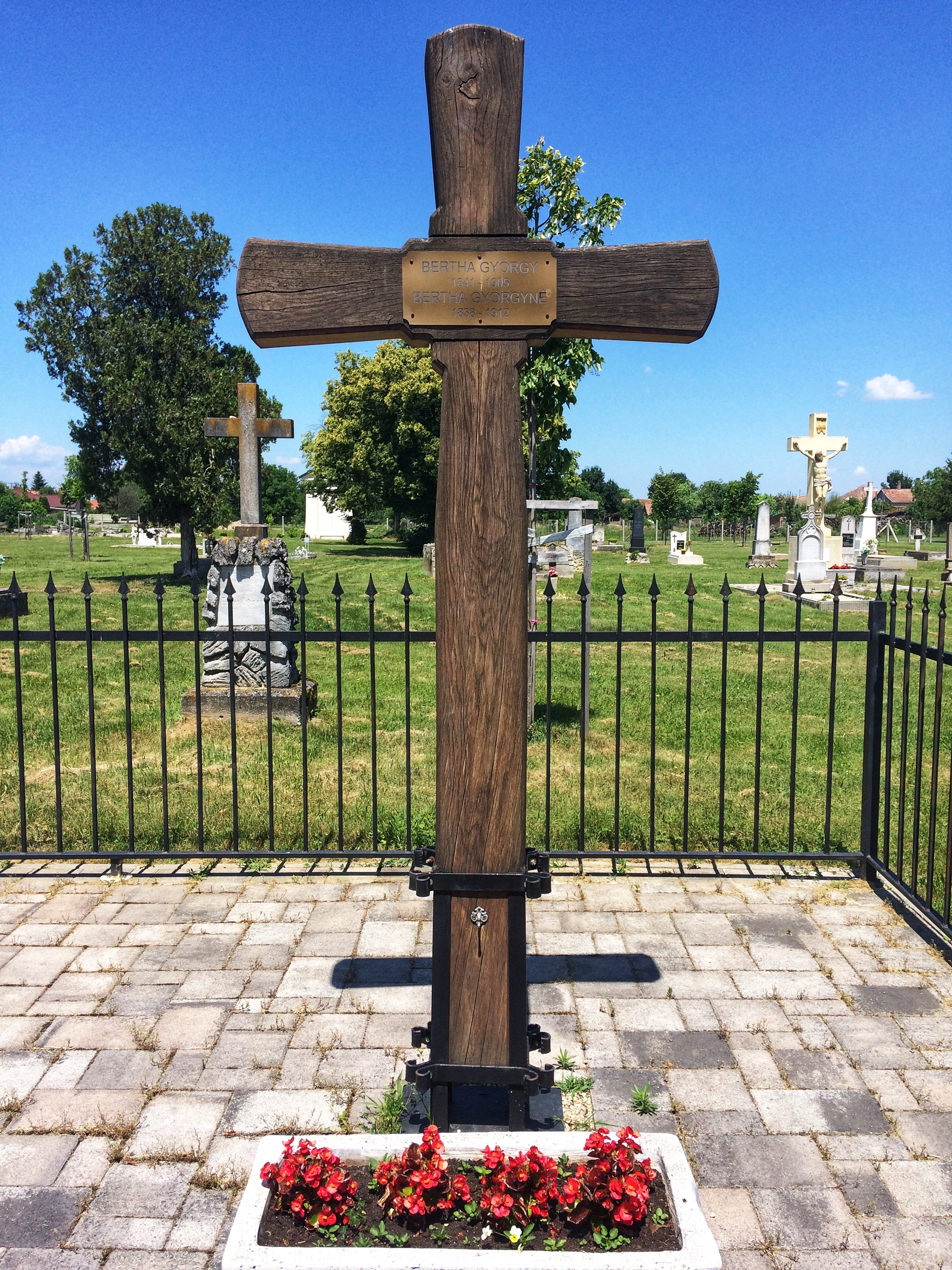
Feleségével, Farkas Gizellával (1838-1912) közös sírhelye
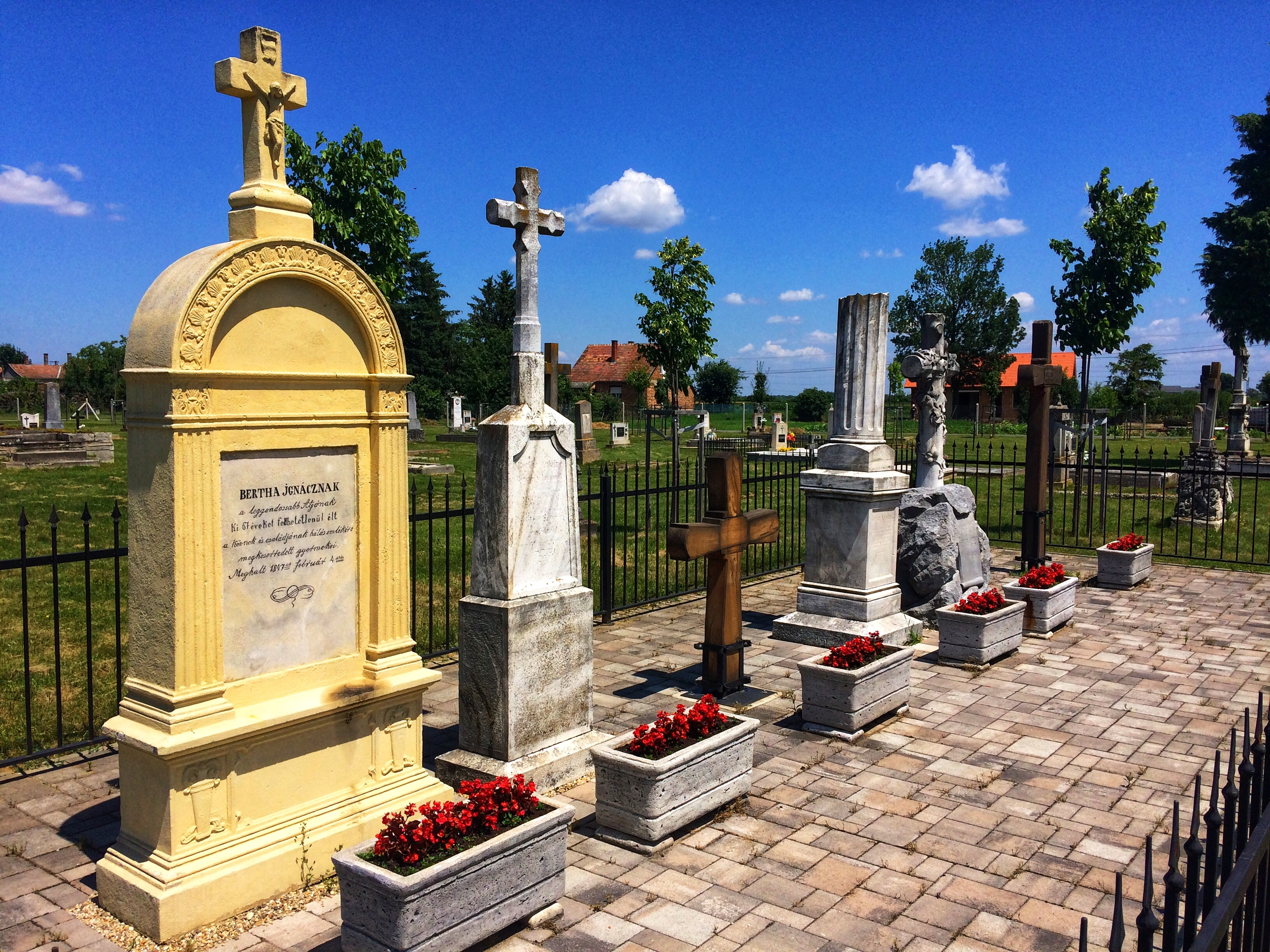
Egy sírhelyen nyugszik szüleivel és nagyapjával
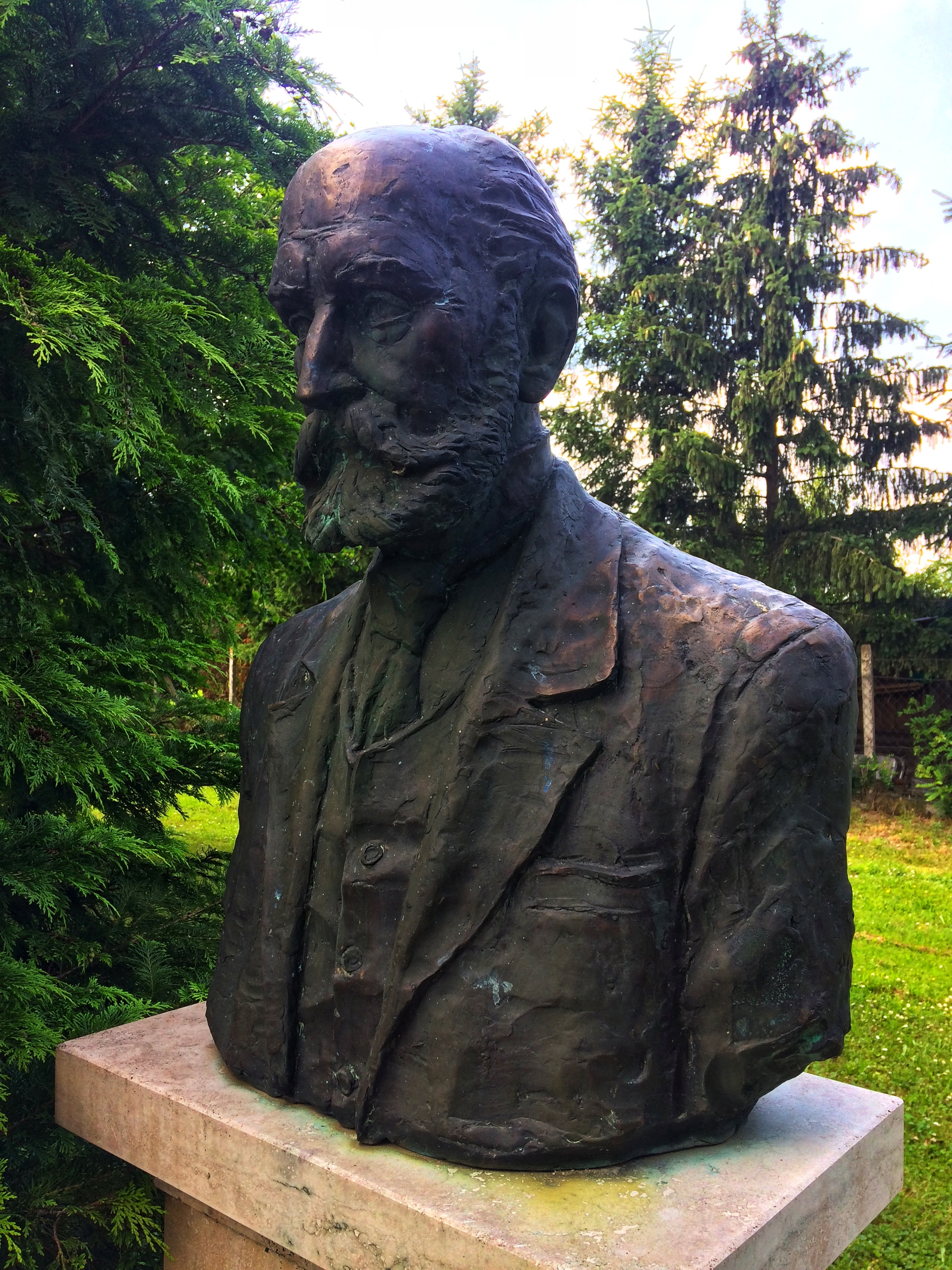
A Farkas Ferenc által 2005-ben készített szobor
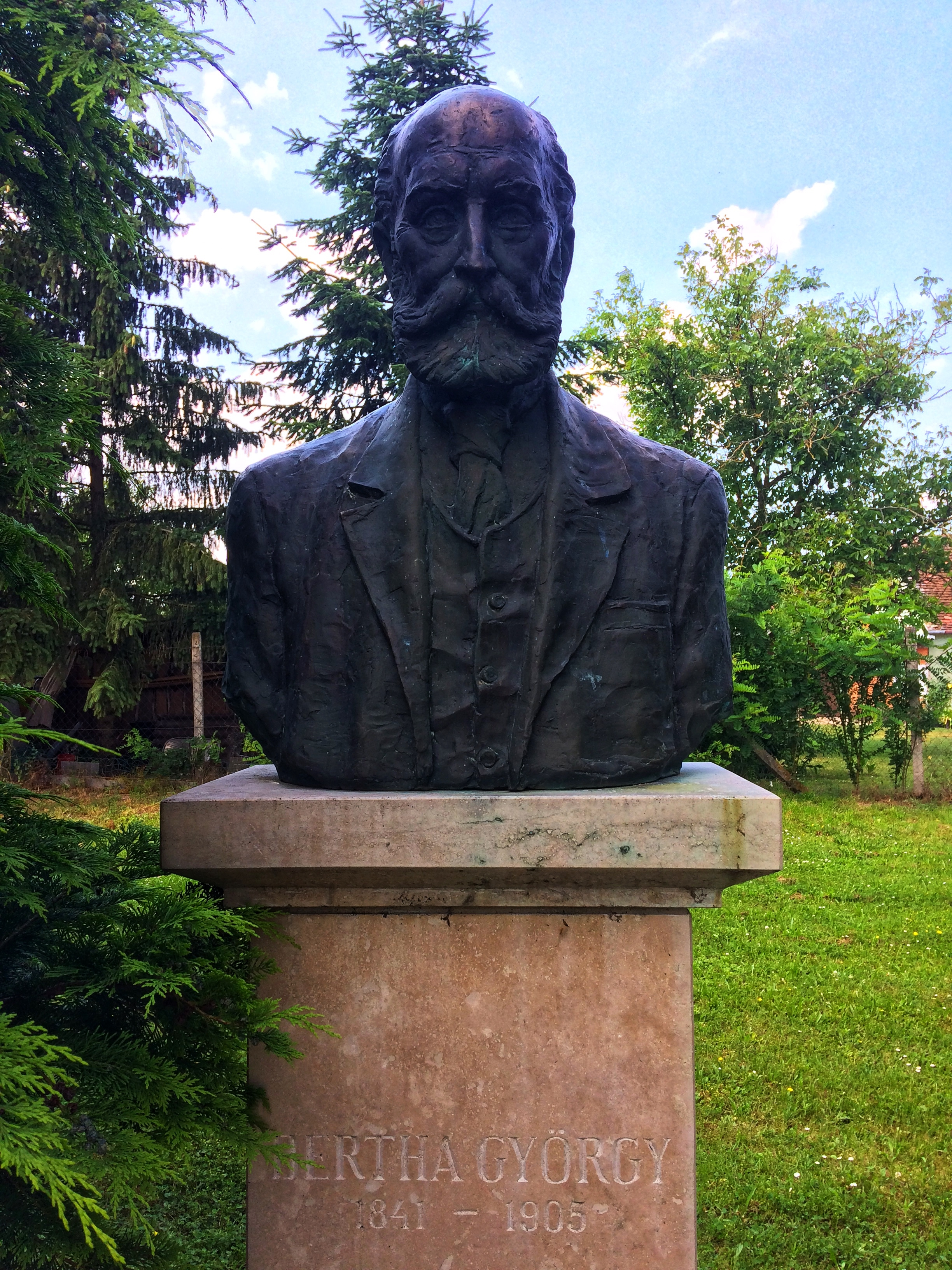
Elölnézet
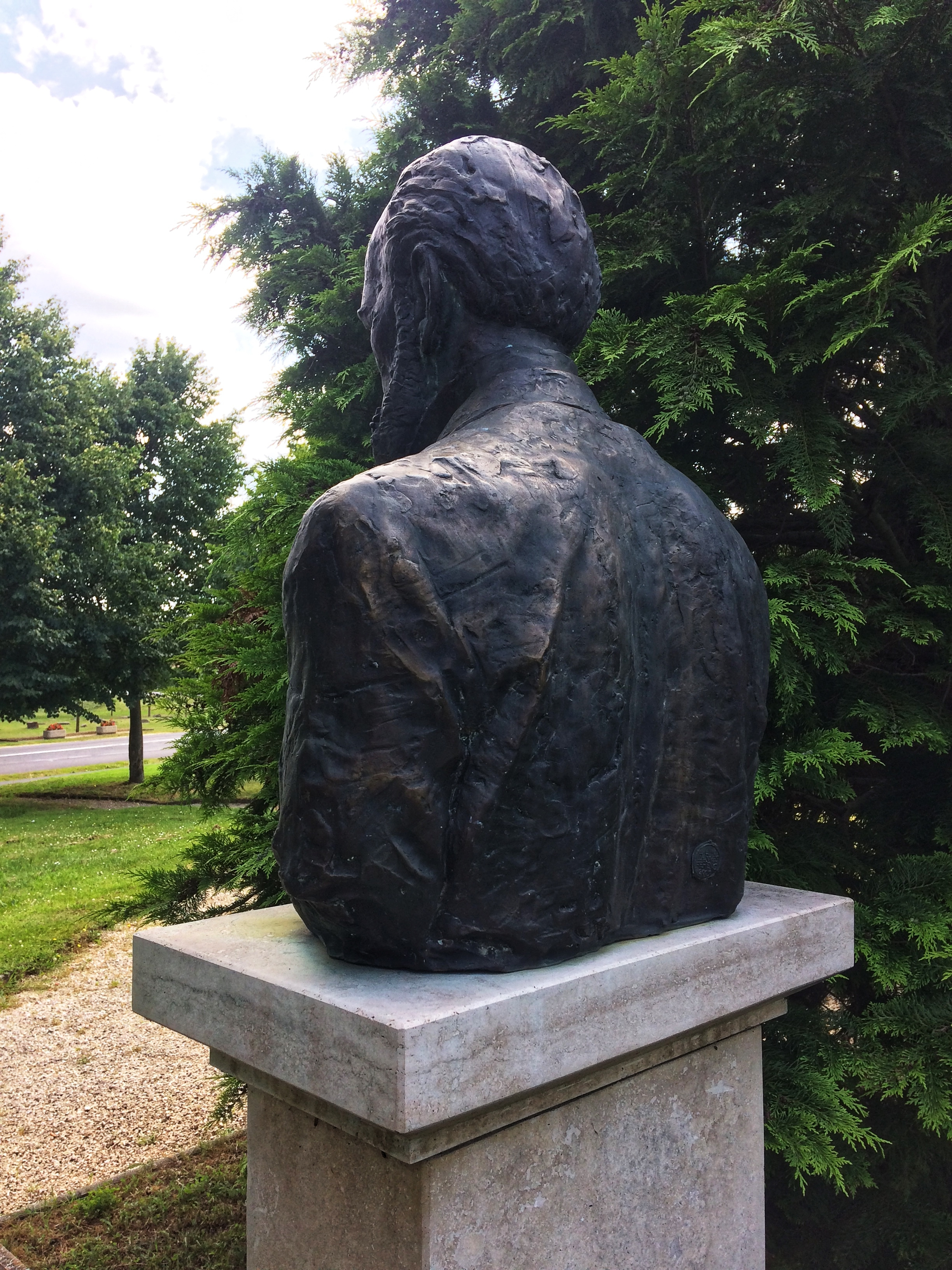
A műalkotás hátulról
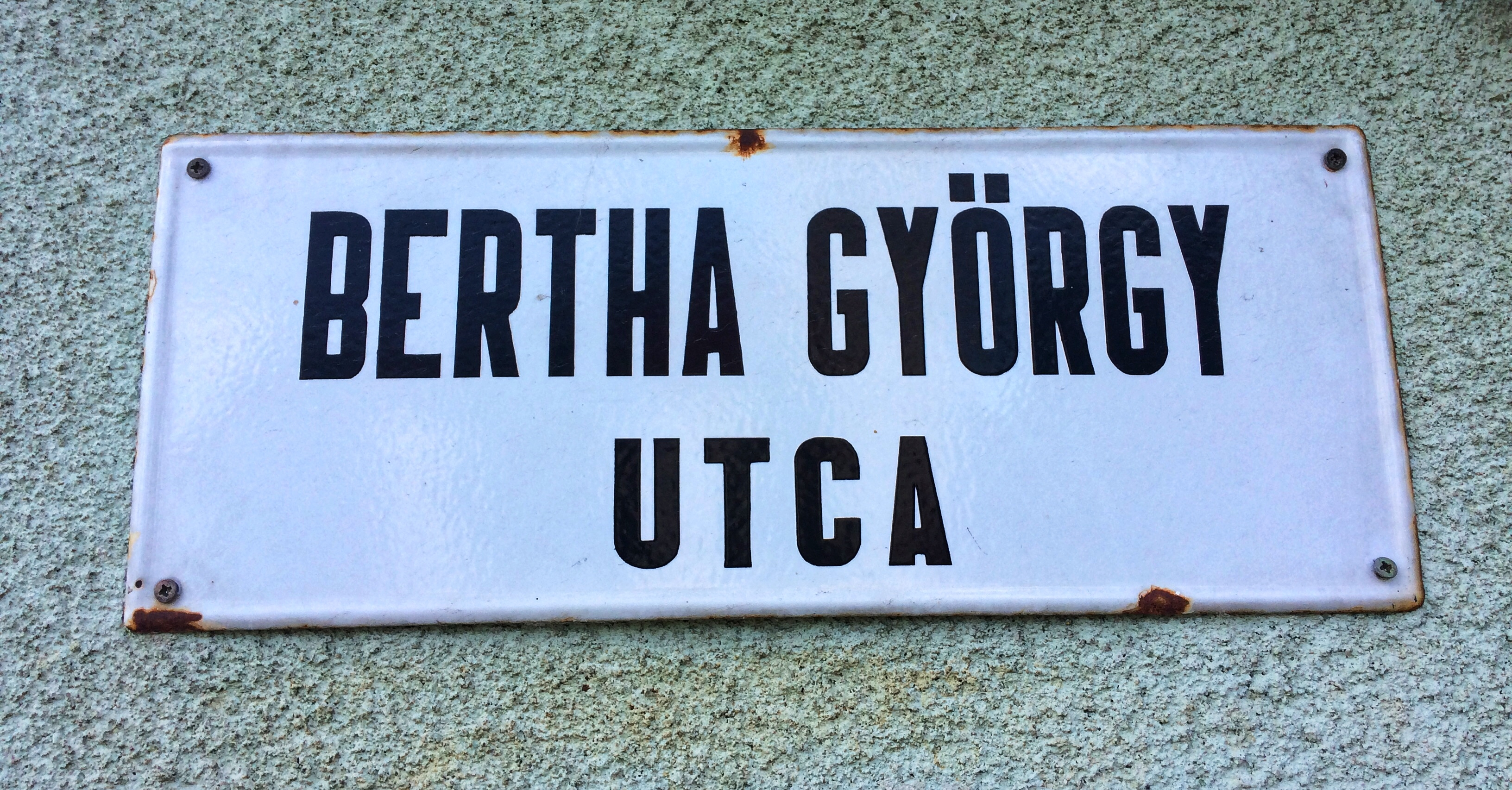
A rábahídvégi utcanévtábla